# Majer (Chorwacja)
Majer – wieś w Chorwacji, w żupanii primorsko-gorskiej, w mieście Vrbovsko. W 2011 roku liczyła 16 mieszkańców.